# فریدریش
فریدریش (به آلمانی: Friedrich) نامی‌است مردانه. فرمانروایان بسیاری از امپراتوری مقدس روم، اتریش، آلمان، اسکاندیناوی و پروس این نام را بر خود داشته‌اند. در سدهٔ یازدهم میلادی این نام از سوی نورمن‌ها به انگلستان منتقل شد. این نام در انگلیسی به صورت فردریک (به انگلیسی: Frederick)استفاده‌می‌شود. 

## ریشه‌شناسی واژه
این نام در اصل ریشهٔ ژرمنی دارد و از دو بخش frid به معنای صلح و  ric به معنای فرمانروا ساخته‌شده که بر روی هم معنای فرمانروای صلح‌جو را می‌رساند. شکل ژرمنی باستان آن FRIDURIC است.

## برخی از فردریش‌ها
- فریدریش بارباروسا
- فریدریش بزرگ
- فریدریش دوم، امپراتور مقدس روم
- فریدریش سوم، امپراتور مقدس روم
- فریدریش سوم (امپراتور آلمان) امپراتور آلمان
- فریدریش ویلهلم سوم پادشاه پروس
- فریدریش ویلهلم چهارم پادشاه پروس
- کاسپار داوید فریدریش نقاش آلمانی
- آرنه فریدریش فوتبالیست آلمانی
- فریدریش روکرت

## موردهای دیگر
- رمان فریدریش